# Улько Максим Юрійович
Максим Юрійович Улько (нар. 29 січня 2004) — майстер спорту України міжнародного класу з гирьового спорту (виконав норматив на чемпіонаті Європи 2024 р.) Норматив майстра спорту України виконав на чемпіонаті України 2024 року .  
Курсант командно штабного факультету Національної Академії Національної гвардії України. 
У 2022 році нагороджений нагрудним знаком «За доблесну службу».

## Виступи на міжнародних змаганнях[3][4][5]

### Чемпіонати/Кубки Європи
| Вага гирі, кг                                | Вагова категорія | Вікова група | Місце і результат | Місце і результат    | Місце і результат |
| Вага гирі, кг                                | Вагова категорія | Вікова група | Довгий цикл       | Естафета довгий цикл | Естафета поштовх  |
| -------------------------------------------- | ---------------- | ------------ | ----------------- | -------------------- | ----------------- |
| 2024-04-18...20 Париж, Франція               |                  |              |                   |                      |                   |
| 32                                           | 85               | U-23         | 32                | 2                    | 38                |
| 2022-11-4...6 Острув-Великопольський, Польша |                  |              |                   |                      |                   |
| 32                                           | 73               | Adults       |                   | 26                   |                   |

### Чемпіонати світу
| Вага гирі, кг                       | Вагова категорія | Вікова група | Місце і результат | Місце і результат | Місце і результат | Місце і результат     | Місце і результат |
| Вага гирі, кг                       | Вагова категорія | Вікова група | Поштовх           | Ривок             | Двоборство        | Поштовх довгим циклом | Естафета поштовх  |
| ----------------------------------- | ---------------- | ------------ | ----------------- | ----------------- | ----------------- | --------------------- | ----------------- |
| 2024, Корфу, Греція, 10 - 13 жовтня |                  |              |                   |                   |                   |                       |                   |
| 32                                  | 85               | U-23         |                   |                   |                   | 26                    |                   |
| 32                                  | 85               | Дорослі      |                   |                   |                   |                       | 3                 |
| 2022-10-27...2022-11-01             |                  |              |                   |                   |                   |                       |                   |
| 32                                  | 73               | U-18         | 71                | 180               | 161               |                       |                   |
| 2021-10-21...25 Будапешт, Угорщина  |                  |              |                   |                   |                   |                       |                   |
| 32                                  | 73               | U-22         | 33                | 60                | 63                | 3                     | 2                 |

## ЗМІ
2024-05-31 Національна Академія Національної гвардії України: Військовослужбовці Академії стали переможцями та лауреатами конкурсу «Молода людина року»
2024-05-22 Телеканал ВІТА: Нацгвардієць Максим Улько став п'ятиразовим чемпіоном Європи з гирьового спорту
2024-04-30 Національна Академія Національної гвардії України: Курсант Академії Національної гвардії України став п’яти разовим Чемпіоном Європи з гирьового спорту
2024-03-13 Відділ освіти, молоді та спорту Карлівської міської ради: Чемпіонат України з гирьового спорту
2023-12-12 PTV: Полтавці вибороли 36 золотих медалей на чемпіонаті світу з гирьового спорту
2023-11-19 Національна Академія Національної гвардії України: Команда НА НГУ – переможці на чемпіонаті ФСТ «Динамо» України з гирьового спорту
2023-11-10 Національна Академія Національної гвардії України: Курсанти Академії боролися за першість у змаганнях з гирьового спорту
2023-10-13 Національна Академія Національної гвардії України: Курсант Академії Національної гвардії України переміг на Кубку України з гирьового спорту
2023-09-08 Національна Академія Національної гвардії України: Курсанти-спортсмени вдало виступили на змаганнях з гирьового спорту
2023-05-10 Суспільне Вінниця: Тренується у посиленому режимі
2023-05-03 Національна Академія Національної гвардії України: Курсант Академії Національної гвардії України став чотирьох разовим Чемпіоном Європи з гирьового спорту

## Відео
YouTube · Національна академія Національної гвардії України · 26 груд. 2022 р.Максим Улько - чемпіон з гирьового спорту